# Antonietta Pozzoni
Antonietta Pozzoni, de vegades Antonietta Pozzoni-Anastasi (Venècia, 1846 - Gènova, abril de 1914), fou una soprano, i posterior mezzosoprano, italiana.
Va estudiar a Sant Petersburg i Milà. Debutà el 1864 a Milà en un concert en què cantà la cavatina de l'òpera Zelmira de Rossini. Poc després cantà el paper de Marguerite a Faust, a La Scala de Milà. A partir d'aquí cantà a Mòdena, Brescia, Asti, Palerm, Roma, Florència, Nàpols i altres ciutats italianes. A Pesth, entre 1869 i 1870 va obtenir gran èxit amb les òperes La favorita, Faust, Moïse et Pharaon i Guillaume Tell. De retorn a Florència, Verdi l'escoltà a la seva òpera La traviata i la va fer actuar al Caire. També va cantar a Buenos Aires, Madrid i al Liceu de Barcelona.